# Ivan Valchanov
Ivan Nikolov Valchanov (Bulgarian: Иван Николов Вълчанов; sinh 28 tháng 9 năm 1991 ở Sandanski) là một cầu thủ bóng đá Bulgaria thi đấu ở vị trí tiền vệ cho Etar.

## Sự nghiệp
Ngày 28 tháng 8 năm 2012, đội bóng Ý Novara ký hợp đồng với Valchanov theo dạng cho mượn dài hạn, với điều khoản mua vĩnh viễn.
Ngày 28 tháng 1 anh ký hợp đồng với Cherno More.

### Septemvri Sofia
Ngày 17 tháng 6 năm 2017 Valchanov ký hợp đồng với đội bóng mới trở về First League Septemvri Sofia. Anh ra mắt cho đội bóng ngày 17 tháng 7 năm 2017 trong trận đấu trước Dunav Ruse. Ngày 7 tháng 8 năm 2017, hợp đồng của anh kết thúc sau thỏa thuận đôi bên.

### Etar
Ngày 8 tháng 8 năm 2017, Valchanov ký hợp đồng với Etar Veliko Tarnovo.

## Thống kê sự nghiệp
Tính đến 12 tháng 12 năm 2017
| Câu lạc bộ          | Mùa giải            | Hạng đấu            | Giải vô địch | Giải vô địch | Cúp     | Cúp       | Châu Âu | Châu Âu   | Khác    | Khác      | Tổng    | Tổng      |
| Câu lạc bộ          | Mùa giải            | Hạng đấu            | Số trận      | Bàn thắng    | Số trận | Bàn thắng | Số trận | Bàn thắng | Số trận | Bàn thắng | Số trận | Bàn thắng |
| ------------------- | ------------------- | ------------------- | ------------ | ------------ | ------- | --------- | ------- | --------- | ------- | --------- | ------- | --------- |
| Chavdar Etropole    | 2009–10             | B Group             | 11           | 0            | 4       | 0         | –       | –         | –       | –         | 15      | 0         |
| Chavdar Etropole    | 2010–11             | B Group             | 23           | 4            | 2       | 1         | –       | –         | –       | –         | 25      | 5         |
| Montana (mượn)      | 2011–12             | A Group             | 7            | 0            | 0       | 0         | –       | –         | –       | –         | 7       | 0         |
| Novara (mượn)       | 2012–13             | Serie B             | 0            | 0            | 0       | 0         | –       | –         | –       | –         | 0       | 0         |
| Lyubimets 2007      | 2013–14             | A Group             | 23           | 5            | 1       | 0         | –       | –         | –       | –         | 24      | 5         |
| Slavia Sofia        | 2014–15             | A Group             | 23           | 0            | 2       | 1         | –       | –         | –       | –         | 25      | 1         |
| Slavia Sofia        | 2015–16             | A Group             | 10           | 2            | 1       | 0         | –       | –         | –       | –         | 11      | 2         |
| Cherno More         | 2015–16             | A Group             | 4            | 0            | –       | –         | –       | –         | –       | –         | 4       | 0         |
| Neftochimic Burgas  | 2016–17             | First League        | 29           | 6            | 2       | 0         | –       | –         | 5       | 0         | 36      | 6         |
| Septemvri Sofia     | 2017–18             | First League        | 2            | 0            | 0       | 0         | –       | –         | –       | –         | 2       | 0         |
| Etar Veliko Tarnovo | 2017–18             | First League        | 14           | 0            | 1       | 0         | –       | –         | –       | –         | 15      | 0         |
| Tổng cộng sự nghiệp | Tổng cộng sự nghiệp | Tổng cộng sự nghiệp | 146          | 17           | 13      | 2         | 0       | 0         | 5       | 0         | 164     | 19        |